# Sadashiv Kanoji Patil

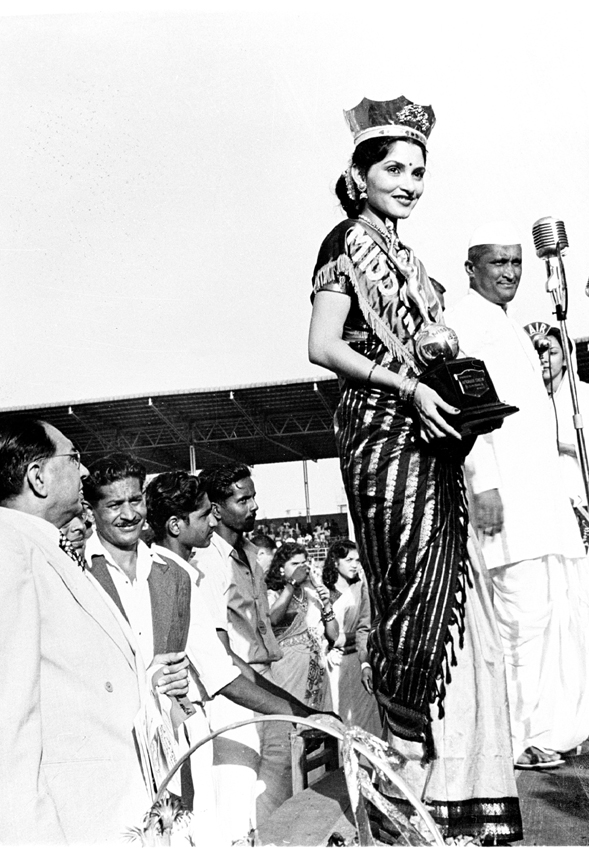
S. K. Patil (rechts am Mikrofon) mit Miss India Indrani Rehman (1952)

Sadashiv Kanoji Patil (Marathi सदाशिव कानोजी पाटील Sadāśiv Kānojī Pāṭīl; * 14. August 1900 in Sawantwadi, Distrikt Sindhudurg, Präsidentschaft Bombay, Britisch-Indien; † 23. Juni 1981 in Bombay, Maharashtra) war ein indischer Politiker des Indischen Nationalkongresses (INC).

## Leben
S. K. Patil, der das St. Xavier’s College in Bombay besuchte, schloss 1920 sich Mohandas Karamchand Gandhi an und war bis 1924 als Lehrer tätig. Danach absolvierte er ein Studium der Zeitungswissenschaft an der London School of Economics (LSE) sowie am University College London (UCL) der Universität London. Nach seiner Rückkehr engagierte er sich im Kampf gegen die Kolonialmacht in Britisch-Indien und wurde deswegen in den folgenden Jahren acht Mal von den britischen Behörden verhaftet. Er wurde 1928 Mitglied des Vorstands (Congress Committee) des INC in der Präsidentschaft Bombay und zwischen 1929 und 1946 deren Generalsekretär, ehe er 1946 Präsident des INC in der Präsidentschaft Bombay wurde. Nach der Unabhängigkeit Indiens war er zwischen 1949 und 1952 Bürgermeister von Bombay.
1951 wurde Patil Vorsitzender des Film-Untersuchungsausschusses (Film Enquiry Committee), aufgrund dessen Empfehlung 1954 der National Film Award eingeführt wurde sowie 1960 die Nationale Filmförderungsgesellschaft FFC (Film Finance Corporation) gegründet wurde. Bei der Wahl 1952 wurde er für den Indischen Nationalkongress (INC) erstmals zum Mitglied der Lok Sabha gewählt, des Unterhauses des indischen Parlaments. In diesem vertrat er bis zu seiner Niederlage gegen George Fernandes bei der Wahl vom 15. bis 21. Februar 1967 den im heutigen Gujarat liegenden Wahlkreis Banaskantha. Er war zudem Präsident der Deutsch-Indischen Freundschaftsgesellschaft und unternahm 1955 einen Besuch der Bundesrepublik Deutschland.
Nach dem Tode von Premierminister Jawaharlal Nehru am 27. Mai 1964 gehörte er zu einer Gruppe von einflussreichen Kongresspolitikern aus den Nicht-Hindi-Bundesstaaten, die unter der Bezeichnung „Syndikat“ bekannt wurden. Kurz darauf übernahm er am 9. Juni 1964 im Kabinett von Premierminister Lal Bahadur Shastri den Posten als Eisenbahnminister, das er am 24. Januar 1966 auch im ersten Kabinett von Premierministerin Indira Gandhi übernahm. Am 13. März 1967 wurde er jedoch im Zuge einer neuerlichen Kabinettsumbildung von C. M. Poonacha abgelöst. Zum Indira-Gandhi-kritischen „Syndikat“ zählten ferner K. Kamaraj, der ehemalige Chief Minister von Madras, Neelam Sanjiva Reddy, Kongressparteiführer und Chief Minister von Andhra Pradesh, S. Nijalingappa, der Chief Minister von Mysore sowie Atulya Ghosh, Führer des Kongresses in Westbengalen, die innerhalb des INC maßgeblichen Einfluss auf die Wahl vom 15. bis 21. Februar 1967 hatte.
Nach einem parteiinternen Streit gründete Sadoba Patil 1969 zusammen mit dem sogenannten „Syndikat“ den Indian National Congress (Organisation). Der INC (O) nominierte für die Präsidentschaftswahl am 16. August 1969 Neelam Sanjiva Reddy, der allerdings knapp V. V. Giri unterlag. Innerhalb des INC (O) sprach er sich mit Nijalingappa im Gegensatz zu Kamaraj gegen die Verstaatlichung von Banken durch die Präsidialverordnung Banking Companies (Acquisition and Transfer of Undertakings) Ordinance aus.

## Weblink
- Sadashiv Kanoji Patil im Munzinger-Archiv (Artikelanfang frei abrufbar)